# Saba Youakim
Saba Youakim (1914 - 2003) là một Giám mục người Li Băng của Giáo hội Công giáo Greek-Melkites, trực thuộc Giáo hội Công giáo Rôma. Ông nguyên là Tổng giám mục chính tòa Tổng giáo phận Petra and Philadelphia, nghi lễ Greek-Melkites, địa phận thuộc Jordan. Trước khi làm Tổng giám mục, ông đảm nhận nhiều vị trí khác như Bề trên Dòng các Linh mục Thánh Basil và Giám mục Phụ tá Tòa Thượng phụ Antioch, thuộc nghi lễ Greek-Melkites.

## Tiểu sử
Tổng giám mục sinh ngày 2 tháng 6 năm 1914 tại Wardieh, thuộc Li Băng. Sau quá trình tu học dài hạn tại các cơ sở chủng viện theo quy định của Giáo luật, ngày 30 tháng 11 năm 1939, Phó tế Youakim, 25 tuổi, tiến đến việc được truyền chức linh mục. Linh mục Youakim cũng là thành viên linh mục đoàn Dòng các Linh mục Thánh Basil (tên tiếng Anh:Basilian Order of the Most Holy Saviour (Salvatorian Fathers); tên khác:Arrouhbaniat Albassiliat Almoukhalissiat), nghi lễ Greek-Melkites, viết tắt là B.S. Linh mục Youakim cũng tham dự đầy đủ 4 giai đoạn của Công đồng Vatican II tổ chức từ năm 1962 đến năm 1965.
Sau gần 30 năm thực hiện các hoạt động mục vụ với tư cách là một linh mục, ngày 9 tháng 9 năm 1968, tin tức được loan báo rằng linh mục Saba Youakim, 54 tuổi, đã được chọn làm Giám mục, cụ thể với vị trí Giám mục Phụ tá Tòa Thượng phụ Antioch, nghi lễ Greek-Melkites, nằm ở địa phận Syria và Danh hiệu Giám mục hiệu tòa Scythopolis. Lễ tấn phong cho vị tân chức được tổ chức các nhanh chóng vào ngày 29 tháng 9 cùng năm, với phần nghi thức chính yếu của việc truyền chức được cử hành bởi 3 giáo sĩ cấp cao. Chủ phong cho vị giám mục tân cử là Thượng phụ Maximos V Hakim, Thượng phụ Tòa Thượng phụ Antioch Greek-Melkites. Hai vị còn lại với vai trò phụ phong gồm Tổng giám mục Eftimios Youakim, B.S., Tổng giám mục chính tòa Tổng giáo phận Zahleh e Furzol, nghi lễ Greek-Melkites và Tổng giám mục Nicolas Hajj, B.S., Giám mục Phụ tá Tòa Thượng phụ Antioch, nghi lễ Greek-Melkites.
Hai năm sau đó, bất ngờ Giám mục Youakim được thông báo đã được tuyển chọn làm Tổng giám mục chính tòa Tổng giáo phận Petra and Philadelphia, tại đất nước Jordan. Quyết định này được công bố vào ngày 15 tháng 10 năm 1970. Sau 22 năm thực hiện các hoạt động mục vụ trên tư cách là vị lãnh đạo cao nhất của Tổng giáo phận Petra and Philadelphia, Tổng giám mục youakim từ nhiệm vì lí do tuổi tác và được chấp thuận vào ngày 24 tháng 8 năm 1992.
Ông qua đời sau khi từ nhiệm 11 năm, vào ngày 6 tháng 3 năm 2003, thọ 89 tuổi.